# Modiolus margaritaceus
Modiolus margaritaceus is een tweekleppigensoort uit de familie van de Mytilidae. De wetenschappelijke naam van de soort is voor het eerst geldig gepubliceerd in 1940 door Nomura & Hatai.